# Schlüters Gartenhaus vor dem Köpenicker Tor
Das Gartenhaus vor dem Köpenicker Tor (auch: Villa Lonicer) war eine barocke Villa im Berliner Ortsteil Mitte. Sie wurde von Andreas Schlüter um 1703–1706 erbaut und 1894 abgerissen.

## Geschichte
1702 erhielt der Hausvoigt Wendelin Lonicer ein Gartengrundstück vor den Toren der Stadt Berlin. Er beauftragte den Berliner Hofbaumeister Andreas Schlüter ihm dort ein Gartenhaus zu errichten. Nach der Fertigstellung bat Schlüter ihm das Grundstück zu überlassen. Spätestens 1707 war es in seinem Besitz. 1713 war es seine einzige Wohnadresse.
Andreas Schlüter verkaufte das Haus offenbar noch vor seinem Weggang nach Sankt Petersburg an (Abraham?) Le Jeune. Dessen Erben gaben es an Alexander von Dönhoff. 1768 berichtete der Kaufmann Siebert an den Kammergerichtsrat Johann George Haag über die Geschichte des Hauses.
Im 19. Jahrhundert wurde ein oberes Stockwerk aufgesetzt und weitere Erweiterungsarbeiten vorgenommen. 1894 wurde das Gebäude abgerissen.

## Anlage
Das Grundstück befand sich in der Wassergasse (jetzt: Rungestraße) vor der Berliner Stadtbefestigung am Köpenicker Tor. Es erstreckte sich bis zur Köpenicker Straße und hatte an der Gartenseite einen ausgedehnten Blick auf die Spree.
Von dem erweiterten Gebäude gibt es zwei Fotografien von 1894 sowie einen Grundriss von 1881. Zu erkennen sind dort ein dreiachsiger flacher Mittelrisalit mit einer breiten Freitreppe an der Gartenseite. Die Architektur hat Ähnlichkeiten mit der Villa Kamecke, die Schlüter 1712/1713 gebaut hatte.